# Локлин, Лори
Лори Локлин (англ. Lori Loughlin — читается lok: lin; род. 28 июля 1964, Куинс, Нью-Йорк) — американская актриса, наиболее известная благодаря ролям Ребекки Дональдсон-Катсополис в сериале «Полный дом», Авы Грегори в сериале «Вечное лето», Дебби Уилсон в сериале «90210: Новое поколение» и Эбигейл Стентон в сериале «Когда зовёт сердце».

## Ранние годы
Актриса родилась в Куинсе, штат Ню-Йорк, США. Вскоре её семья переехала на Лонг-Айленд, где они жили сначала в Ошенсайде, где девочка училась в третьей начальной школе Oaks Public, а затем перебрались в Хопаг, где Локлин окончила старшую школу.

## Карьера
Локлин начала карьеру модели в 12 лет. Она появилась в многочисленных рекламных роликах, а также национальных каталогах, таких как «Sears» и «Bradlees». В 1979 году исполнила первую заметную роль на телевидении — чирлидершу в рекламе TaB Cola.
В возрасте 15 лет Локлин исполнила роль танцовщицы Джоди Трэвис в мыльной опере канала «ABC» «На пороге ночи». После трёх с половиной лет работы в шоу, Локлин решила, что пришло время получить более значимые роли в кино и на телевидении. Актриса была одной из претенденток на роль Сары Коннор в фильме «Терминатор».
В 1987 году Локлин снялась в роли дочери Аннетт Фаничелло и Фрэнки Авлона в комедии «Обратно на пляж». В 1988 году она исполнила роль Ребекки Дональдсон в ситкоме «Полный дом» — сначала её роль была незначительной, но персонаж так полюбился публике, что вскоре актриса вошла в основной актёрский состав.
В 2001 году она снялась с Тритом Уилльямсом в триллере «Критическая масса». Также у актрисы были роли второго плана в таких сериалах, как «Спин-Сити», «Сайнфилд» и «Шоу Дрю Кэри». Кроме того сыграла роль супер-героини Чёрной канарейки в шоу «Хищные птицы».
С 2004 по 2005 год Локлин играла главную роль в мелодраме «Вечное лето». Актриса также была соавтором сценария и создателем шоу. По сюжету её героиня Ава вынуждены приютить у себя троих племянников после смерти сестры и её мужа. 11 июля 2005 года шоу отменили в связи с низкими рейтингами. Сыграла главную роль в ситкоме «В экстренном случае» с Дэвидом Аркеттом, а также появилась в фильме «Победительница», где главную роль исполняла Кей Панабэйкер.
С 2008 по 2011 года играла роль Дебби Уилсон в основном составе шоу «90210: Новое поколение». 17 августа 2008 года появилась в шоу The Roast канала Comedy Central вместе с Дэвидом Кольером и Джоди Свитин. В 2010 году сыграла главную роль в телевизионном фильме «Познакомься с моей мамой», премьера которого состоялась на канале Hallmark в День матери. В августе 2010 года появилась на обложке журнала H Mag, фотографии были сделаны Джоуи Шоу.

## Личная жизнь
С 1989 по 1996 год Локлин была замужем за Майклом Бернсом.
В 1997 году Локлин вышла замуж за дизайнера Массимо Джианалли, от которого родила двух дочерей — Изабеллу Роуз (род. 16 сентября 1998) и Оливию Джейд (род. 28 сентября 1999).

### Проблемы с законом
12 марта 2019 года Локлин и её муж стали одними из десятков людей, обвиняемых ФБР и прокуратурой США в крупном общенациональном скандале об обмане на вступительных экзаменах в колледж. В частности, в обвинительном заключении утверждалось, что она и её муж заплатили 500 000 долларов, якобы пожертвования фонду Key Worldwide, взамен на то, что приёмная комиссия Университета Южной Калифорнии присоединит их двух дочерей к списку женской команде колледжа по гребле, что улучшит их шансы на поступление, когда фактически ни одна из девушек никогда не занималась спортом и не собиралась этого делать.
13 марта 2019 года Локлин сдалась федеральным властям в Лос-Анджелесе за своё предполагаемое участие в схеме подкупа элитного колледжа на несколько миллионов долларов. В своём выступлении в федеральном суде Лос-Анджелеса Локлин выплатила залог на сумму 1 миллион долларов.

## Фильмография

### Кино
| Год  | Название на русском | Оригинальное название        | Роль              | Примечания     |
| ---- | ------------------- | ---------------------------- | ----------------- | -------------- |
| 1983 | Амитивилль 3-D      | Amityville 3-D               | Сьюзан Бакстер    |                |
| 1985 | Новые дети          | The New Kids                 | Эбби Макуильямс   |                |
| 1985 | Тайный поклонник    | Secret Admirer               | Тони Уильямс      |                |
| 1986 | Несломленный        | Rad                          | Кристиан          |                |
| 1987 | Обратно на пляж     | Back To The Beach            | Сэнди             |                |
| 1988 | Прошлой ночью       | The Night Before             | Тара Митчелл      |                |
| 1997 | Каспер: Начало      | Casper: A Spirited Beginning | Шейла Фистерграфф | сразу на видео |
| 1999 | Парень, ты попал    | Suckers                      | Донна Делука      |                |
| 2001 | Критическая масса   | Critical Mass                | Джанин            |                |
| 2006 | Фарс пингвинов      | Farce Of The Penguins        | Чмокающий Мелвин  | озвучка        |
| 2007 | Победительница      | Moondance Alexander          | Гилси Александер  |                |
| 2009 | Так себе каникулы   | Old Dogs                     | Аманда            |                |
| 2012 | Подвал              | Crawlspace                   | Сьюзан Гейтс      |                |

### Телевидение
| Год       | Название на русском                 | Оригинальное название                        | Роль                             | Примечания                                                 |
| --------- | ----------------------------------- | -------------------------------------------- | -------------------------------- | ---------------------------------------------------------- |
| 1971      | Семья Смит                          | The Smith Family                             | н/д                              | эпизод: Family Man                                         |
| 1979      | Слишком далеко идти                 | Too Far To Go                                | юная Джудит Мейпл                | телефильм                                                  |
| 1980—1983 | На пороге ночи                      | The Edge Of Night                            | Джоди Трэвис                     | телесериал; 537 эпизодов                                   |
| 1982      | Мэтт Хьюстон                        | Matt Houston                                 | Сью Ланда                        | эпизод: Shark Bait                                         |
| 1983      | —                                   | The Tom Swift & Linda Craig Mystery Hour     | Линда Крэйг                      | телефильм                                                  |
| 1985      | —                                   | North Beach & Rawhide                        | Кэнди Кэссиди                    | телефильм                                                  |
| 1986      | Братство справедливости             | Brotherhood of Justice                       | Кристи                           | телефильм                                                  |
| 1986—1987 | Уравнитель                          | The Equalizer                                | Дженни Морроу                    | телесериал; 2 эпизода                                      |
| 1986—1988 | CBS Особенные школьные каникулы     | CBS Schoolbreak Special                      | Келли / Салли                    | телесериал; 2 эпизода                                      |
| 1987      | —                                   | A Place To Call Home                         | Дженни Гэвин                     | телефильм                                                  |
| 1988      | Летняя сцена CBS                    | CBS Summer Playhouse                         | Тэмми                            | эпизод: Old Money                                          |
| 1988      | Великие представления               | Great Performances                           | Кей Корк                         | эпизод: Tales From The Hollywood Hills: The Old Reliable   |
| 1988—1995 | Полный дом                          | Full House                                   | Беки Дональдсон Катсополис       | телесериал; основная роль                                  |
| 1989      | Слава богу, уже пятница             | ABC TGIF                                     | Ребекка                          | телесериал                                                 |
| 1992      | Жизнь на Мэпл Драйв                 | Doing Time On Maple Drive                    | Эллисон                          | телефильм                                                  |
| 1992      | Прячься, бабушка! Мы едем           | To Grandmother’s House We Go                 | хостес                           | телефильм                                                  |
| 1992      | —                                   | Inside America’s Totally Unsolved Lifestyles | ведущая                          | телефильм                                                  |
| 1993      | Пустая колыбель                     | Empty Cradle                                 | Джейн Морган                     | телефильм                                                  |
| 1993      | Незнакомец в зеркале                | A Stranger In The Mirror                     | Джилл Касл                       | телефильм                                                  |
| 1994      | Один из своих                       | One Of Her Own                               | Тони Страуд                      | телефильм                                                  |
| 1995      | —                                   | Abandoned & Deceived                         | Джерри Дженсен                   | телефильм                                                  |
| 1995—1996 | —                                   | Hudson Street                                | Мелани Клиффорд                  | телесериал; основная роль                                  |
| 1997      | Блеск славы                         | In The Line Of Duty: Blaze Of Glory          | Джилл Эриксон                    | телефильм                                                  |
| 1997      | Не надо тайн                        | Tell Me No Secrets                           | Джесс Костер                     | телефильм                                                  |
| 1997      | Шоу Ларри Сандерса                  | The Larry Sanders Show                       | в роли самой себя                | эпизод: The Prank                                          |
| 1997      | Непредсказуемая Сьюзан              | Suddenly Susan                               | Пола                             | эпизод: With Friends Like These                            |
| 1997      | —                                   | The Price of Heaven                          | Лесли                            | телефильм                                                  |
| 1997      | Сайнфелд                            | Seinfeld                                     | Пэтти                            | эпизод: The Serenity Now                                   |
| 1997      | Операция «Медуза»                   | Medusa’s Child                               | доктор Линда Маккой              | телефильм                                                  |
| 2001      | —                                   | Cursed                                       | Натали Кит                       | эпизод …And Then They Tried To Make Some Rules             |
| 2001      | Спин-Сити                           | Spin City                                    | Мишель                           | телесериал; 3 эпизода                                      |
| 2002      | —                                   | Wednesday 9:30 (8:30 Central)                | в роли самой себя                | телесериал; 2 эпизода                                      |
| 2002      | Хищные птицы                        | Birds Of Prey                                | Кэролайн Лэнс / Чёрная Канарейка | эпизод: Sins Of The Mother                                 |
| 2002      | Шоу Дрю Кэри                        | The Drew Carey Show                          | Робин                            | телесериал; 2 эпизода                                      |
| 2002      | Иствик                              | Eastwick                                     | Сьюки Риджмонт                   | телефильм                                                  |
| 2004      | Джонни Браво                        | Johnny Bravo                                 | Марина Драскович                 | мультсериал; эпизод: Some Walk by Night; озвучка           |
| 2004      | Лига справедливости                 | Justice League Unlimited                     | доктор Трейси Симмонс            | мультсериал; эпизод The Greatest Story Never Told; озвучка |
| 2004—2005 | Вечное лето                         | Summerland                                   | Ава Грегори                      | телесериал; основная роль                                  |
| 2005      | Миссия ясновидения                  | 1-800-Missing                                | доктор Джой Гриббен              | телесериал; 2 эпизода                                      |
| 2006      | Говорящая с призраками              | Ghost Whisperer                              | Кристин Грин                     | эпизод: Demon Child                                        |
| 2006      | Джейк вчера, сегодня, завтра        | Jake In Progress                             | Линдси                           | эпизод: The Two Jakes                                      |
| 2007      | В случае экстренной ситуации        | In Case of Emergency                         | доктор Джоанна Люпон             | телесериал; основная роль                                  |
| 2008—2012 | 90210: Новое поколение              | 90210                                        | Дебби Уилсон                     | телесериал; основная роль                                  |
| 2010      | Познакомьтесь с моей мамой          | Meet My Mom                                  | Дана Маршалл                     | телефильм                                                  |
| 2013      | —                                   | A Mother’s Rage                              | Ребекка Майер                    | телефильм                                                  |
| 2013      | Ясновидец                           | Psych                                        | доктор Джоан Даймонд             | эпизод: Nip and Suck It                                    |
| 2013      | Поздней ночью с Джимми Фэллоном     | Late Night with Jimmy Fallon                 | Беки Дональдсон Катсополис       | эпизод: Jeff Bridges/Stacy Keibler                         |
| 2013      | Особо тяжкие преступления           | Major Crimes                                 | Ребекка Слейтер                  | эпизод: The Deep End                                       |
| 2013      | Когда зовёт сердце                  | When Calls the Heart                         | Эбигейл                          | телефильм                                                  |
| 2013      | —                                   | Addicts Anonymous                            | миссис Голдберг                  | эпизод: Choices                                            |
| 2013—2019 | —                                   | Garage Sale Mysteries                        | Дженнифер Шеннон                 | телесериал; основная роль                                  |
| 2014      | Соседи                              | The Neighbors                                | Тина Джанулли                    | эпизод: High School Reunion                                |
| 2014—2019 | Когда зовёт сердце                  | When Calls the Heart                         | Эбигейл Стентон                  | телесериал; основная роль                                  |
| 2015      | Северный полюс: Открыт на Рождество | Northpole: Open for Christmas                | Макензи                          | телефильм                                                  |
| 2016      | Ночное шоу с Джимми Фэллоном        | The Tonight Show Starring Jimmy Fallon       | Беки Дональдсон Катсополис       | эпизод: Zach Galifianakis/Ronda Rousey/Pitbull             |
| 2016      | Голубая кровь                       | Blue Bloods                                  | Грейс Эдвардс                    | эпизод: The Greater Good                                   |
| 2016      | Вернуть Рождество                   | Every Christmas Has a Story                  | Кейт Харпер                      | телефильм                                                  |
| 2016      | —                                   | ChanceTV                                     | в роли самой себя                | эпизод: Lori Loughlin Interview with ChanceTV              |
| 2016—2018 | Более полный дом                    | Fuller House                                 | Ребекка Катсополис               | телесериал; роль второго плана                             |
| 2018      | Домашнее Рождество                  | Hometown Christmas                           | Мэдди Финли                      | телефильм                                                  |
| 2021      | Когда зовёт надежда                 | When Hope Calls                              | Эбигейл Стентон                  | телесериал; 2 эпизода                                      |